# Rennes
Rennes (em bretão Roazhon; em latim: Condate, Civitas Redonum) é uma comuna francesa na região administrativa da Bretanha, no departamento Ille-et-Vilaine. Rennes tinha 209 860 habitantes intramuros em 2012, sendo, portanto, a maior cidade da Bretanha, a segunda das regiões do noroeste francês, a terceira do arco atlântico francês e, por fim, a décima primeira comuna mais populosa de França. A sua área urbana, que contava com 690 467 habitantes em 2012, é a décima a nível nacional.
Além disso, Rennes é uma grande cidade estudantil. Efetivamente, em 2012, era a oitava cidade universitária contando com 63 000 estudantes.
Ainda em 2012 também foi considerada a melhor cidade para viver em França de acordo com a classificação feita pela revista L’Express.

## Nomes
A cidade recebeu o nome da tribo gala dos redões. Os romanos a chamavam de Redonum, que tornou-se Redonas e depois Rennes. O nome vem da raiz celta rēd-, que que dizer cavalgar.

## Geografia

### Localização
Rennes situa-se na região da Bretanha, no noroeste da França, a cerca de 349 km de Paris. Também se situa no ponto de junção da ligação Mancha-Atlântico constituída pelo rio Vilaine e pelo canal de Ille-et-Rance. Consequentemente, as atividades do porto marítimo de Nantes-Saint-Nazaire e do de Saint-Malo são facilmente acessíveis. É importante referir que a cidade está mais próxima da costa do departamento da Mancha (64 km) que do Oceano Atlântico (90 km).

### Clima
O clima em Rennes é temperado oceânico com um inverno ameno, um verão quente e precipitações anuais inferiores a 700mm. Sendo assim, este local é um dos menos húmidos da região da Bretanha.  Rennes conta com 1761 horas de luz solar anuais e, em média, cai neve 5 dias por ano.

## Evolução demográfica
Censo populacional

## Urbanismo

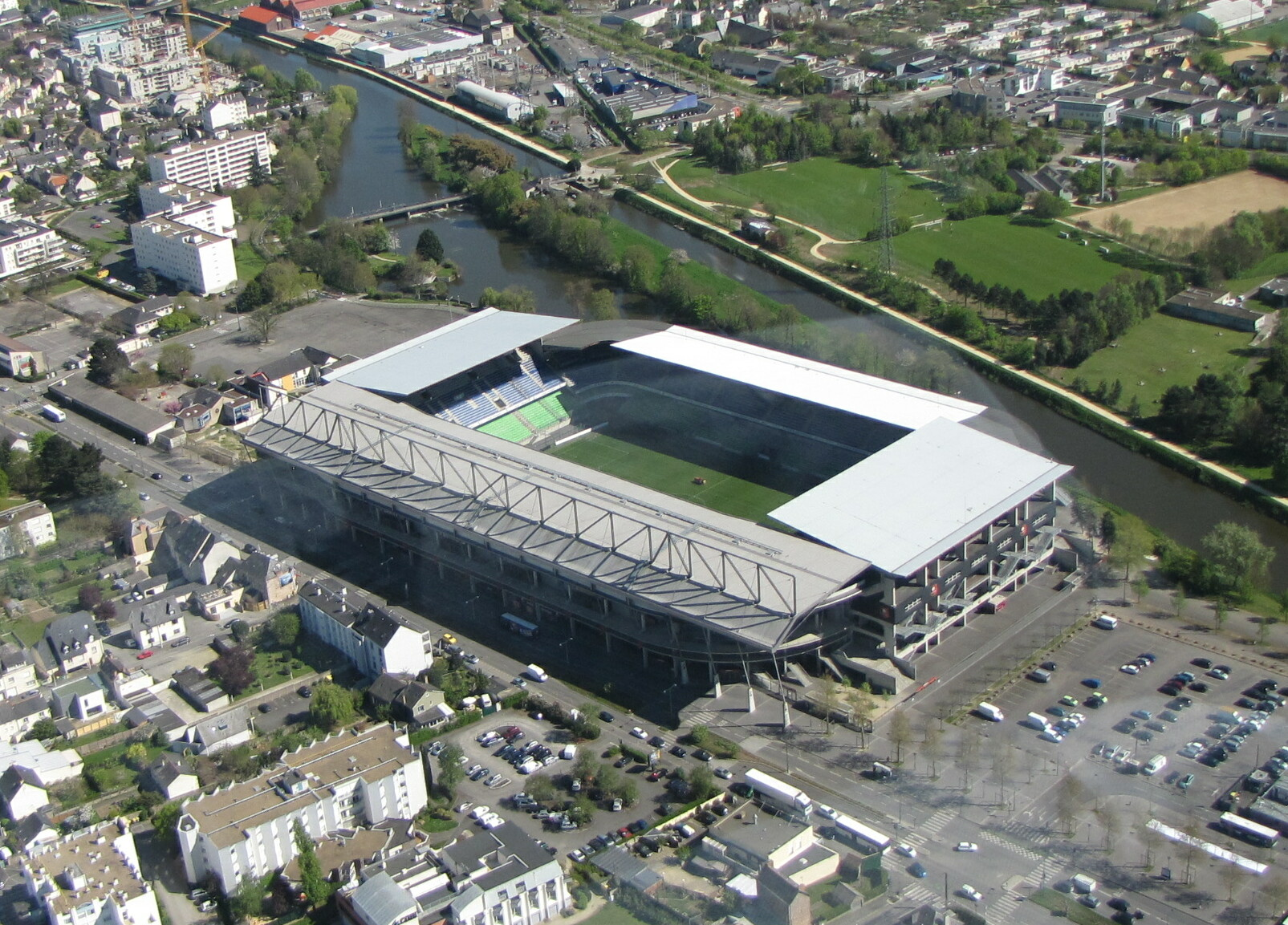
O sul de Rennes

### Habitação
Em 1999, Rennes tinha 99 462 habitações. Existem poucas construções novas, pois, nessa altura, apenas 15,6% das residências tinham sido construídas após 1990 e 18,7% antes de 1949. Existem 22 516 moradias sociais, ou seja 22,6% do número total de habitações em 1999. Isto significa que a cidade respeita o artigo 55 da lei relativa à solidariedade e à renovação urbana de dezembro de 2000 que determina que nas comunas maiores 20% dos alojamentos devem ser sociais. Note-se ainda que a maioria das habitações possui quatro (39%) ou três (23,7%) divisões.  Os pequenos alojamentos representam 17,1% dos imóveis. Além disso, as habitações estão bem equipadas, sendo que 98,5% possuem aquecimento central e 52,5% garagem ou parque de estacionamento.

### Espaços verdes

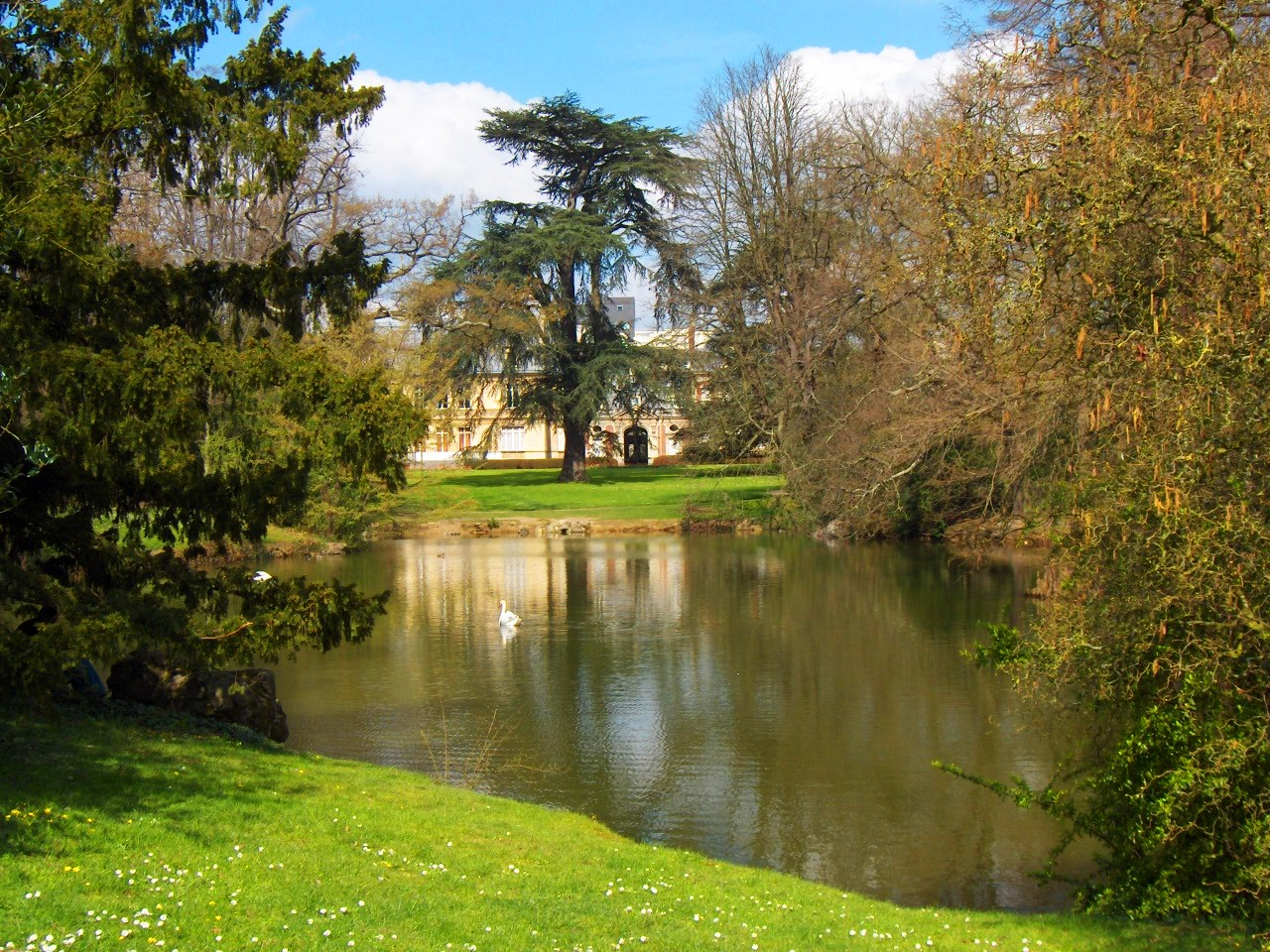
Parque Oberthur

A cidade compreende 811 hectares de espaços verdes cuidados, isto é 15% da superfície da cidade, sendo que 48% são parques, terrenos de desporto ou centros recreativos. Os mais conhecidos são:
- o Parque Oberthür;
- o Parque Thabor;
- o Centro recreativo Gayeulles;
- o Parque Bréquigny;
- o Centro recreativo de Landes d’Apigné e de Prévalaye.

Rennes foi recompensada em 2007 com três flores no concurso das cidades e aldeias floridas que promove o desenvolvimento de espaços verdes.

## Cultura e património

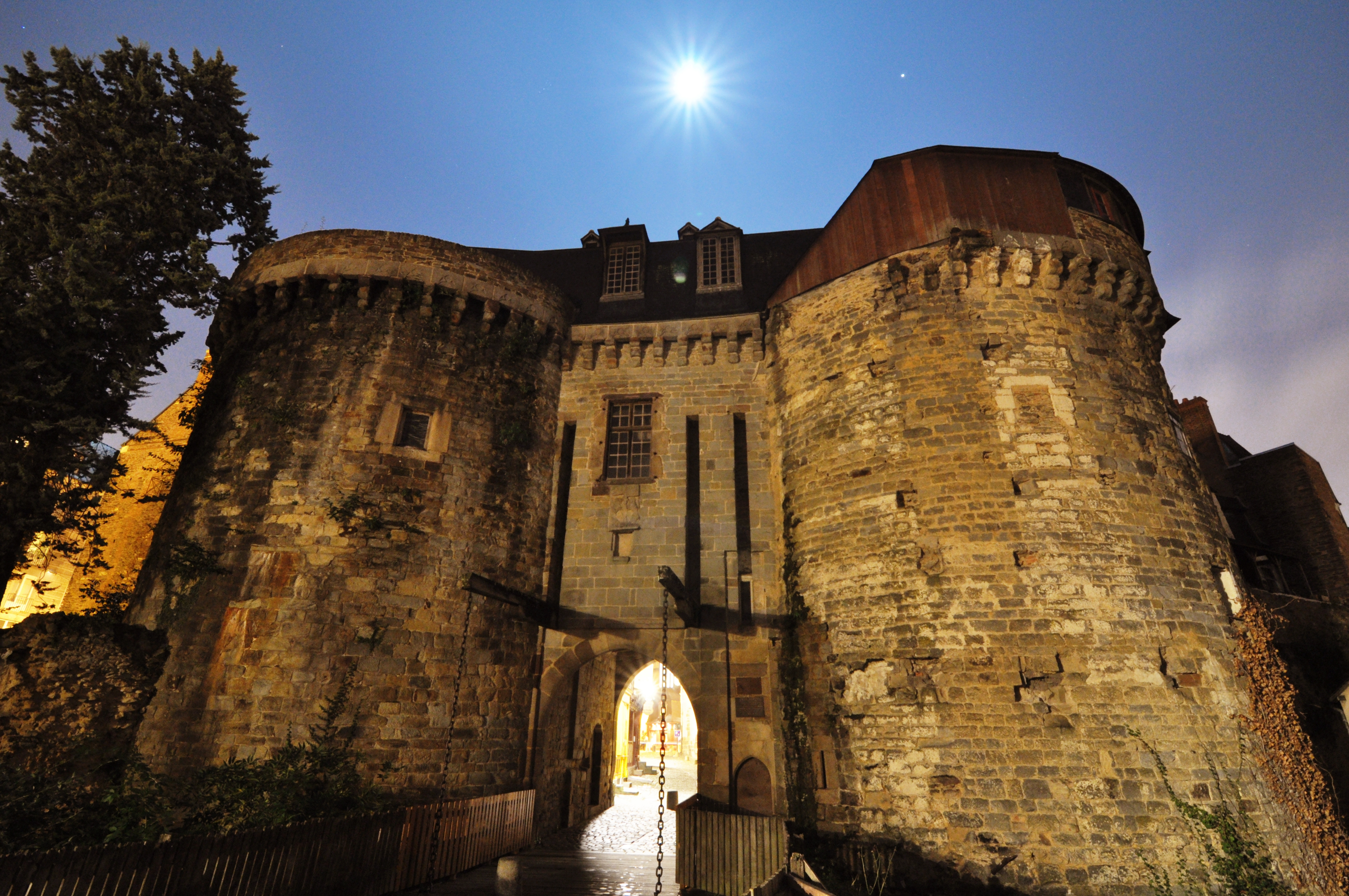
Porte Modelaise, ponto turístico situado no centro de Rennes.

### Património arquitetural
Rennes faz parte da rede francesa de Cidades e terras de Arte e História. Oitenta e cinco edifícios ou parte deles são classificados como monumentos históricos, nomeadamente as fachadas dos edifícios mais antigos da cidade que estão sujeitos a regras específicas.

### Património religioso
O património religioso de Rennes é muito rico; entre as principais construções encontra-se, no centro da cidade, a Catedral Saint-Pierre de Rennes de estilo neoclássico, uma das nove catedrais históricas da Bretanha.
Também no centro está localizada a Basílica Saint-Saveur protetora da cidade.

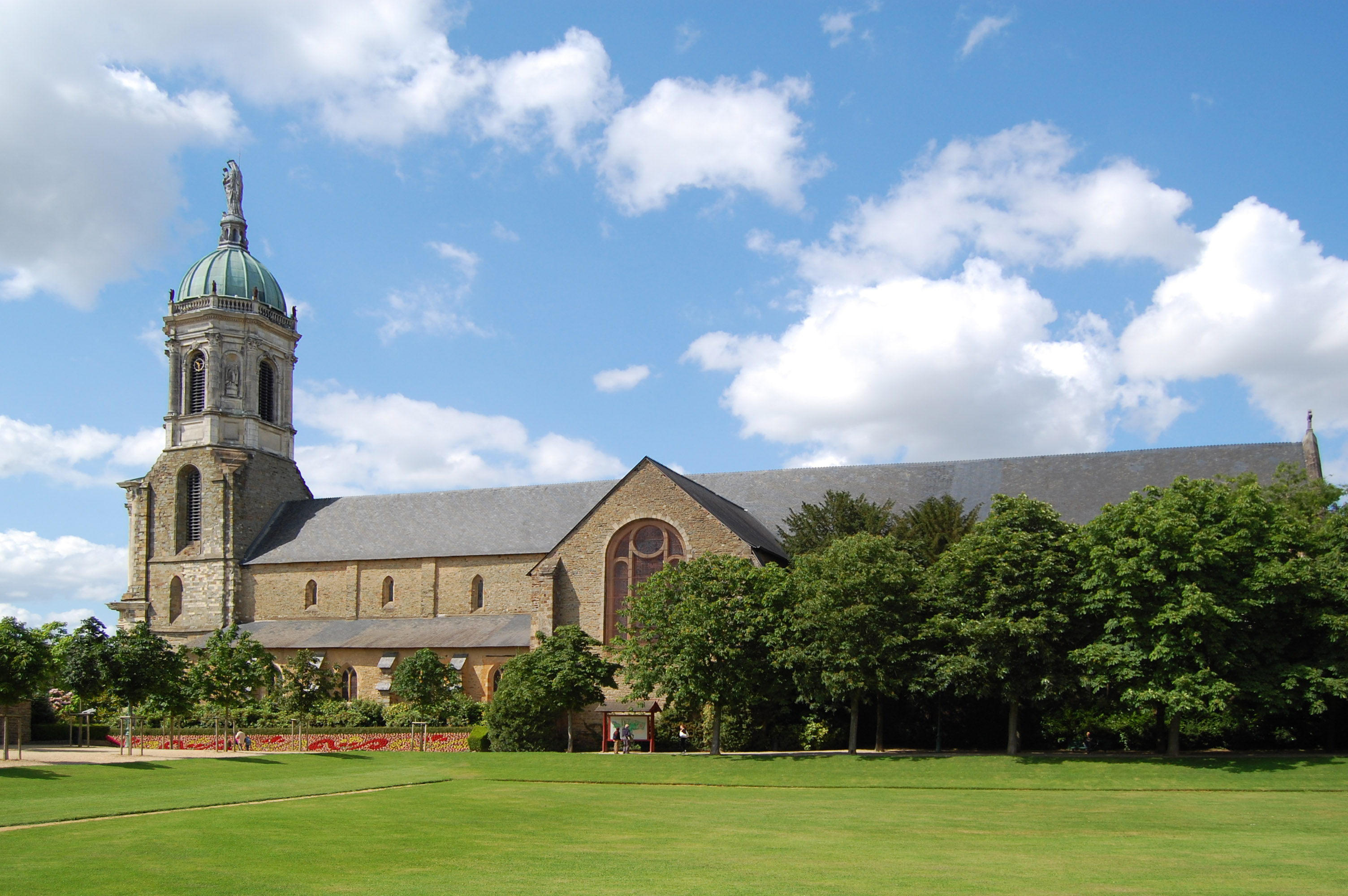
Notre-Dame-en-Saint-Melaine y parque Thabor

Na praça Sainte-Anne, uma das praças mais conhecidas, situa-se o convento dos Jacobinos (Couvent des Jacobins). Esta antiga capela gótica do Hospital Saint-Yves é, atualmente, um museu que expõe a evolução de Rennes e também acolhe o posto de turismo da cidade.
A catedral Notre-Dame-en-Saint-Melaine, antiga abadia, também se situa num local bem famoso junto ao parque do Thabor. Na realidade, o atual parque é o antigo jardim dos monges. A torre e o transepto da antiga abadia beneditina de Saint-Melaine são do século XI, no entanto tem arcos góticos que são do século XIV e uma torre encimada por uma virgem dourada.
Já na parte nova da cidade situa-se a igreja Saint-Germain. A antiga paróquia é um edifício de estilo gótico que data essencialmente dos séculos XV e XVI.
A igreja Sainte-Thérèse, de estilo art déco, foi construída entre 1932 e 1936 pelo arquiteto Hyacinthe Perrin e decorada com mosaicos de Isidore Odorico. No dia 23 de setembro de 2011, a igreja foi destruída por um incêndio e teve de ser completamente restaurada. Reabriu no dia 12 de dezembro de 2004.
Muitos outros edifícios, principalmente católicos, formam o património religioso de Rennes: as igrejas Saint-Étienne, Saint-Hélier, a basílica Notre-Dame-de-Bonbe-Nouvelle, a capela Carmes, entre outros.

### Património industrial e comercial
As construções do fim do século XIX e início do século XX representam um património imobiliário rico. O passado industrial da cidade é, contudo, menos importante que o de outras cidades de Ille-et-Vilaine, tais como Fougères, já que Rennes, por estar localizada no centro do departamento, era mais importante a nível comercial.
Vários pavilhões foram construídos nessa época. Tome-se como exemplo o espaço chamado Halles Martelot, edificado entre 1868 e 1871 por Jean-Baptiste Martelot, que acolhe o mercado de Lices todos os sábados de manhã.
As instalações sobre o rio Vilaine permitiram a construção de moinhos tais como o moinho de Apigné construído no século XIX perto de Le Rheu.
A antiga cervejaria Graff, construída em 1927 pelo arquiteto Georges-Robert Lefort, foi parcialmente destruída durante os bombardeios da Segunda Guerra Mundial. A cervejaria foi comprada por Kronenbourg e fechou em 2003.
Também é possível encontrar outros edifícios da época industrial do início do século XX na comuna, como por exemplo pecuárias de leite.

## Transporte

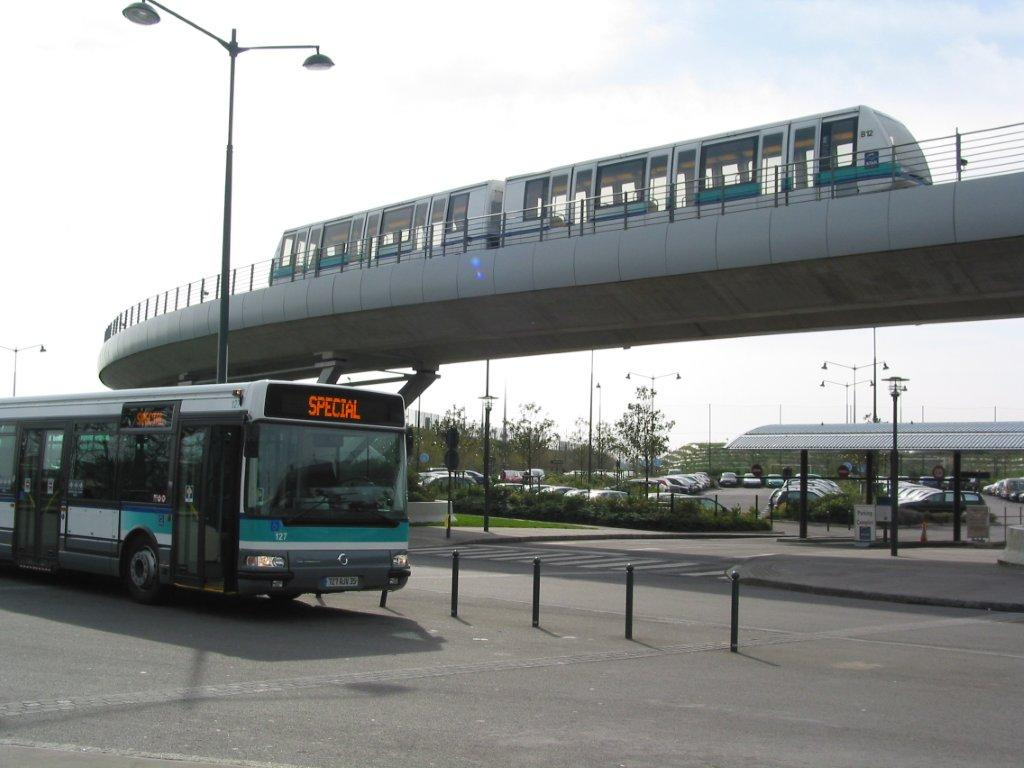
metrô e ônibus

O transporte urbano de Rennes é gerado pela companhia STAR-Keolis. Ele é composto do metrô, do ônibus e do sistema de bicicletas públicas
O metrô de Rennes possui uma linha (A) que liga a norte eo sul (linha B em 2019).
Rennes também tem uma grande estação de trem para viagens locais (Brest, Quimper, Saint-Malo, Nantes) e nacional (Paris : duas horas, uma hora e meia em 2017, Lyon, Lille, Strasbourg).
A cidade tem um aeroporto internacional, o Aeroporto de Rennes Bretagne (link em julho-agosto ao Porto)

## Economia
Os sectores locais mais desenvolvidos são o automóvel e as telecomunicações.
PSA Peugeot Citroën, atualmente, o maior empregador da população de Rennes, abriu uma fábrica em Chartres-de-Bretagne em 1961. Technicolor emprega mais de 1000 pessoas e France Telecom R&D mais de 1200.
Rennes, depois de Paris, é a cidade que concentra mais empresas de tecnologia da informação e comunicação. Algumas das empresas mais famosas são: Atos, SFR, Orange France Telecom, Canon, Mitsubishi, etc.

## Educação

### Ensino superior e pesquisa
As 2 universidades de Rennes são as seguintes:

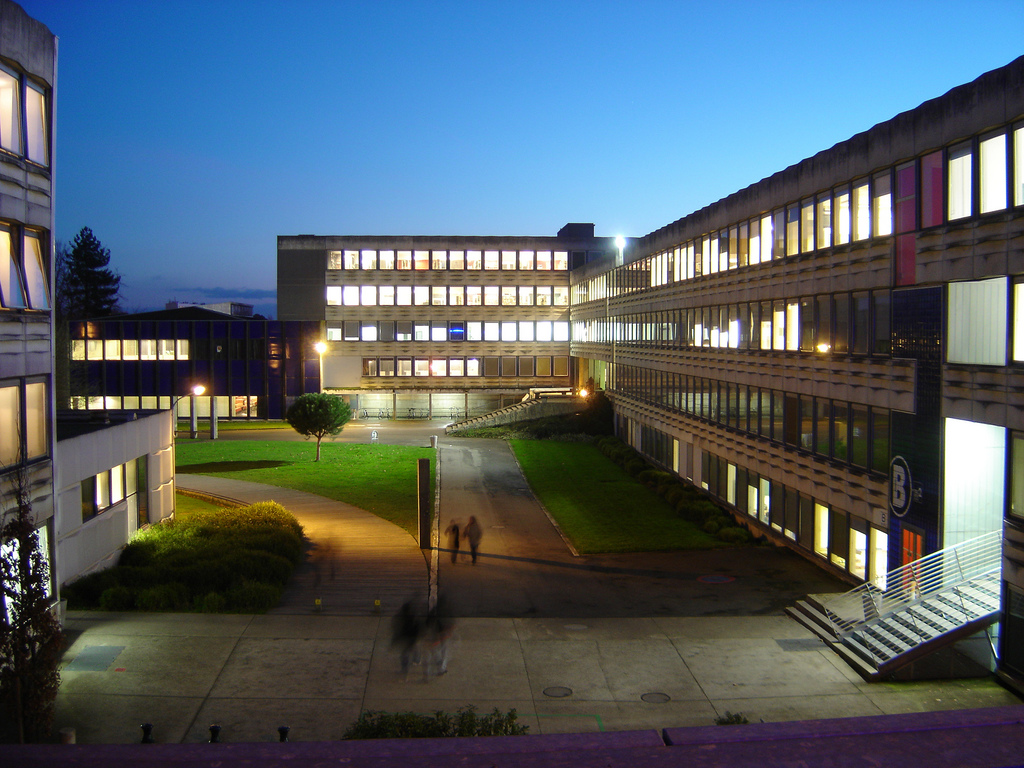
Universidade de Rennes II

A Universidade de Rennes I, ciências sociais, junto com o IEP, "Institut d'Études Politiques de Toulouse" (Instituto de Estudos Políticos), o direito, a economia, medicina, farmácia e ciências puras.
A Universidade de Rennes II, ciências humanas, disciplinas artísticas e literárias.
Escola superior de comércio de Rennes se distingue pela sua perspetiva global e corpo docente internacional. Além da certificação francesa de Grande Ecole, ESC Rennes tem os prêmios britânicos qualificações certificadas, tais como:BA, MA, MSc, Executive MBA and PhD. A escola também oferece Doctor of Business Administration (DBA) na China em cooperação com Shanghai Jiao Tong University e no Brasil com a Fundação Getúlio Vargas.

## Língua bretã

Bandeira da Bretanha

Na Bretanha, duas línguas regionais são faladas: a língua bretã e a galo. Em Rennes e na região, a língua galo é tradicionalmente falada localmente. No entanto, a língua bretã sempre foi falada por migrantes vindos da parte oeste da região.

## Cidades-irmãs
Rennes é geminada com:
| - Exeter, Reino Unido - Rochester, EUA - Erlangen, Alemanha - Brno, República Checa - Sendai, Japão - Lovaina, Bélgica - Setif, Argélia | - Cork, Irlanda - Almaty, Cazaquistão - Plateau Dogon, Mali - Poznań, Polônia - Sibiu, Romênia - Jinan, China |

Na França
| - Saint-Gilles-du-Mené, França - Rennes-les-Bains, França |

Pactos de cooperação
| - Hué, Vietnã - Bandiagara Cercle, Mali |

Patrocínio
| - Vouziers, França |